# 프랭클린의 종

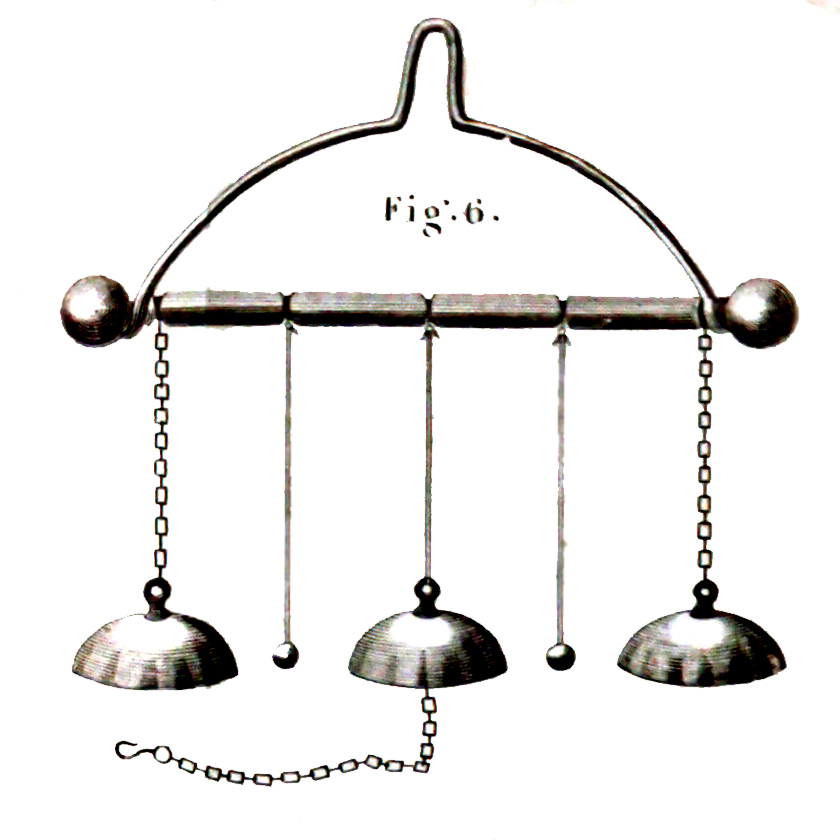
조지 아담스의 "자연사 및 실험적 철학" 강의에서 인쇄된 프랭클린의 종 개념도

프랭클린의 종(영어: Franklin bells) 또는 고든의 종(영어: Gordon’s Bells), 라이트닝 종(영어: Lightning bells)은 전하로 작동하는 라이덴 병의 초기 모형이다. 프랭클린의 종은 전하를 알아내는 데 이용되었으며 연구보다는 간단한 시연 등에 이용되었다. 이 기계는 전기 에너지를 지속적인 기계적 운동으로 이끄는 운동 에너지로 변환하는 첫 번째 장치로, 이 경우에는 두 개의 반대로 대전된 종이 앞뒤로 추처럼 이동하는 장치이다.

## 역사
일반적으로 이 장치는 18세기 전기 실험을 하는 동안 벤저민 프랭클린이 만들고 이름을 따서 지어진 것으로 생각된다. 그러나 원래 발명은 독일 에르푸르트 대학 자연철학 교수인 조지 아담스가 발명한 것으로 알려졌다. 1742년 그는 전기로 움직이는 차임벨을 만들었으며 이것은 당대 전자학 교과서에 널리 쓰어졌다. 프랭클린은 종 한쪽을 굴뚝의 피뢰침에 연결하고, 다른 종을 땅의 피뢰침에 연결하는 고든의 아이디어를 이용했다. 그의 논문 중 하나에는 다음과 같은 설명이 씌여 있다.

1752년 9월, 나는 몇 가지 실험을 하기 위해 내 집에 피뢰침을 설치하고 전기가 통하면 이를 알리는 종을 개발했다.

## 디자인과 설계
종은 가로의 금속의 스탠드에 3개의 종이 걸린 채로 구성되었다. 가운데의 종이 비전도체의 실을 이용하여 움직이는 동안 밖의 두 개의 종이 금속의 실을 통해 전기 전도체가 된다. 이러한 두 종 사이의 공간에 작은 금속 추를 절연체의 실로 묶는다. 짧은 금속 실은 가운데 종에 걸린다.
가운데 종의 줄은 라이덴 병 내부 표면과 접촉하고 있으며, 병 외부 표면은 금속 줄과 연결되어 있다. 가운데 종은 병 내부 표면과 같아지면서 외부 표면은 두 종과 전도된다. 이 현상은 항아리 내부와 외부 표면의 전위 차이를 같게 만든다. 묶인 금속 추가 전기 전도에 의해 한 종을 치고 뒤로 돌아간다. 그런 다음, 옆의 또 다른 종으로 가면서 다시 종을 친다. 각각의 종을 칠 때마다 라이덴 병 외부와 내부의 전자가 계속 전도된다. 병이 완벽하게 방전될 때 종이 울리지 않게 된다.

## 같이 보기
- 옥스퍼드 전기 종(Oxford Electric Bell)은 옥스퍼드 대학에서 만든 전기를 이용한 종으로 1840년부터 지금까지 작동하고 있다.